# Dorothy (Vorname)
Dorothy ist ein weiblicher Vorname.

## Herkunft und Bedeutung
Dorothy ist die englische Form von Dorothea.

## Bekannte Namensträgerinnen
- Dorothy Adams (1900–1988), US-amerikanische Schauspielerin
- Dorothy Christy (1906–1977), US-amerikanische Schauspielerin
- Dorothy Dandridge (1922–1965), US-amerikanische Schauspielerin und Sängerin
- Dorothy Day (1897–1980), US-amerikanische Sozial- und Friedensaktivistin
- Dorothy Garrod (1892–1968), britische Prähistorikerin
- Dorothy Hart (1923–2004), US-amerikanische Schauspielerin
- Patricia Dorothy Hillas (* 1966), britische Geistliche und Chaplain to the Speaker of the House of Commons
- Dorothy Mary Hodgkin (1910–1994), englische Biochemikerin
- Dorothy Iannone (1933–2022), US-amerikanische Malerin, Grafikerin, Objekt- und Videokünstlerin
- Dorothy Kilgallen (1913–1965), US-amerikanische Schauspielerin, Reporterin und Fernsehmoderatorin
- Dorothy La Bostrie (1928–2007), US-amerikanische Songwriterin
- Dorothy Manley (1927–2021), britische Leichtathletin
- Dorothy Wanja Nyingi (* 1974), kenianische Ichthyologin
- Dorothy Osborne (1627–1695), britische Verfasserin von Briefen
- Dorothy Parker (1893–1967), US-amerikanische Schriftstellerin
- Dorothy L. Sayers (1893–1957), englische Schriftstellerin und Übersetzerin
- Dorothy Steel (1926–2021), amerikanische Schauspielerin
- Dorothy Tinline (1921–2013), kanadische Badmintonspielerin

## Sonstiges
- Dorothy Lane ist das Pseudonym von Elisabeth Hauptmann, Bertolt Brecht und Kurt Weill, unter dem die Gangsterkomödie Happy End verfasst wurde.
- Dorothy, eine 2014 gegründete US-amerikanische Rockband aus Los Angeles